# واسیلی شوکشین
واسیلی ماکاروویچ شوکشین (به روسی: Васи́лий Мака́рович Шукши́н) (زاده ۲۵ ژوئیهٔ ۱۹۲۹ - درگذشته ۲ اکتبر ۱۹۷۴) یک فیلم‌نامه‌نویس، کارگردان هنرپیشه اهل شوروی سابق(روسیه) بود.
از فیلم‌هایی که وی در آن‌ها نقش داشته‌است، می‌توان به کمیسر اشاره نمود.

## زندگی‌نامه
واسیلی شوکشین در سال ۱۹۲۹ در روستای سروستکی از توابع سرزمین آلتایی زاده شد. پس از فارغ شدن از مدرسهٔ روستا به کار در مزارع اشتراکی در زمین‌های ساختمانی پرداخت. پس از اتمام خدمت سربازی به تدریس ادبیات در مدرسه مشغول شد. از سال ۱۹۵۴ تا ۱۹۶۰ در موسسه سینمایی درس سینما خواند. شوشکین در بیست فیلم بازی کرد و پنج فیلم از نوشته‌های خودش را کارگردانی کرد اولین داستانش در سال ۱۹۵۹ منتشر شد و آثارش شامل رمان‌های «لیوباوین ها» و «آمده‌ام تا به تو آزادی ارزانی کنم»، چندین فیلمنامه و بیش از دویست داستان کوتاه می‌شود. شوکشین در سال ۱۹۷۴ چشم از جهان فروبست. پس از مرگش جایزه ادبی لنین به او اعطا شد